# Структура 5-HT1A-рецептора
Серотониновый рецептор подтипа 5-HT₁A является белком (вернее гликопротеином), состоящим у человека из 422 аминокислот (молекулярная масса 46107 дальтон). Подобно другим трансмембранным метаботропным G-белок-связанным рецепторам, он имеет семь трансмембранных доменов и семь α-спиральных доменов, среди которых находится и активный сайт рецептора — место связывания с лигандами, такими, как серотонин. Обращённая к синапсу сторона имеет небольшой отрицательный электростатический заряд (что способствует электростатическому притяжению положительно заряженных лигандов), а обращённая внутрь клетки сторона имеет небольшой положительный электростатический заряд, способствующий связыванию с отрицательно заряженным сайтом Gi.
Гликозилируется по аспарагину в позициях 10, 11, 24 (Asn10, Asn11, Asn24). Связывается с убиквитином в позиции лизина 334 (Lys334).
Первичная, вторичная и третичная структуры белка 5-HT₁A-рецептора проявляют высокую степень аминокислотно-последовательностной и структурной гомологичности с первичной, вторичной и третичной структурами других G-белок-связанных рецепторных белков, в частности родопсина и особенно β₂-адренорецептора. Именно на базе аминокислотной и структурной гомологичности с родопсином были построены первые пространственные модели 5-HT₁A-рецептора. Позднее эти пространственные модели были усовершенствованы с использованием в качестве гомологичной модели β₂-адренорецептора, проявляющего более высокую степень аминокислотно-последовательностной, структурной и функциональной гомологичности с 5-HT₁A-рецептором.
Белок 5-HT₁A-рецептора взаимодействует с липидами мембраны клетки, в частности холестерином и сфинголипидами, приобретая при взаимодействии с холестерином более плотную пространственную конфигурацию и большее сродство к агонистам.
Белок рецептора 5-HT₁A подвергается и другим посттрансляционным модификациям, а именно — пальмитированию (ковалентному соединению тиоэфирной связью с остатками пальмитиновой кислоты) в специфических, эволюционно высоко консервативных участках аминокислотной последовательности (что подтверждает важность этого пальмитирования для функционирования 5-HT₁A-рецептора) — в области остатков цистеина в позициях 417 и 420, находящихся в проксимальном С-терминальном домене рецептора. Показано, что отсутствие пальмитирования в любом из двух участков — 417 или 420 — значительно понижает функциональную активность 5-HT₁A-рецептора, а именно его способность связываться с гетеротримерным G-белком Gi и угнетать активность аденилатциклазы. При отсутствии пальмитирования одновременно в обоих цистеинах — 417 и 420 — способность 5-HT₁A-рецептора связываться с α-субъединицей Gi —белком Giα полностью утрачивается. При отсутствии пальмитирования одновременно в обоих цистеинах 417 и 420 также полностью утрачивается и функциональная активность 5-HT₁A-рецептора, в частности его способность угнетать стимулированное форсколином повышение аденилатциклазной активности и накопление циклического аденозинмонофосфата (цАМФ) в клетке. Это даёт основания полагать, что пальмитирование цистеиновых остатков в позициях 417 и 420 критически необходимо для обеспечения функциональной активности 5-HT₁A-рецептора и его способности связываться с Gi и оказывать влияние на активность аденилатциклазного нисходящего эффекторного пути. Кроме того, зависящая от активации 5-HT₁A-рецептора активация ERK-сигнального пути также оказалась нарушенной у мутантного белка, лишённого способности к пальмитированию в цистеиновых остатках 417 и 420. Это заставляет предполагать, что пальмитирование белка 5-HT₁A-рецептора в цистеиновых остатках 417 и 420 важно также для обеспечения его способности к передаче сигнала через βγ-субъединицы G-белка (димер Giβγ) и ERK-сигнальный путь, в дополнение к важности этого пальмитирования для обеспечения способности к передаче сигнала через Giα и аденилатциклазный путь.
Также было показано, что пальмитирование белка 5-HT₁A-рецептора в области цистеиновых остатков 417 и 420 необходимо для его правильного позиционирования в специфических местах клеточной мембраны, обогащённых холестерином и сфинголипидами — так называемых липидных рафтах. Показано также, что правильное позиционирование 5-HT₁A-рецептора именно в этих специфических местах клеточной мембраны, а не в произвольных её местах (и, соответственно, необходимое для этого пальмитирование цистеиновых остатков 417 и 420) важно для правильного функционирования 5-HT₁A-рецептора и эффективной передачи им сигнала внутрь клетки.
Два идущих подряд остатка лейцина в позициях 414 и 415 C-терминального конца 5-HT₁A-рецептора критически важны для правильного трёхмерного пространственного фолдинга этого гликопротеина, для распознавания им агонистов и для правильного размещения 5-HT₁A-рецептора на поверхности тела нейрона и на его дендритах (в то время как 5-HT₁B-рецепторы преимущественно находятся на аксонах). Двухточечная мутация с заменой 414 и 415 лейцинов на соответствующие остатки аланина приводит к образованию нефункционального белка, который секвестрируется в эндоплазматическом ретикулуме клетки (то есть не транспортируется к клеточной мембране и не встраивается в неё), не способен распознавать агонисты и имеет резко пониженную степень гликозилирования. В то же время замена пальмитированных цистеинов 417 и 420 на серины приводит к меньшим нарушениям функциональности 5-HT₁A-рецептора.
Белок 5-HT₁A-рецептора в культуре клеток по-разному гликозилируется в разных типах клеток, что влияет на возможность распознавания его теми или иными антителами при иммуногистохимическом исследовании тканей.
Эволюционно высоко консервативный остаток треонина в 149-й позиции C-терминального конца (внутриклеточная петля i2), являющийся также известным местом фосфорилирования 5-HT₁A-рецептора протеинкиназой C играет роль в правильной передаче опосредованного G-белком Gi сигнала. В частности, мутантный белок 5-HT₁A-рецептора с заменой треонина в 149-й позиции на аланин (T149A) проявляет резко пониженную способность регулировать уровень внутриклеточного кальция — эффект, опосредуемый βγ-субъединицами G-белка, а также несколько пониженную способность угнетать активность аденилатциклазы и снижать внутриклеточное накопление цАМФ — эффект, опосредуемый α-субъединицей G-белка. Это позволяет предположить, что именно этот участок рецептора ответствен за специфическое взаимодействие с G-белком.
Специфические аминокислотные остатки в трансмембранных доменах 4 и 5 (TM4/TM5) — остаток триптофана в 175-й позиции (Trp175 (4.64)), остаток тирозина в 198-й позиции (Tyr198 (5.41)), идущие подряд два остатка аргинина в 151-й и 152-й позиции (Arg151 (4.40) и Arg152 (4.41)) являются специфическим интерфейсом для димеризации 5-HT₁A-рецептора.

## Гетеродимеризация 5-HT1A-рецептора
Рецепторы подтипа 5-HT₁A формируют G-белок-связанные гетеродимеры со следующими рецепторами: 5-HT₇-рецептор, 5-HT₁B, 5-HT₁D, ГАМКB₂, GPCR26, LPA₁, LPA₃, S1P₁, S1P₃.